# Р̌
Р̌ р̌（帶抑揚符的Er；斜體：Р̌ р̌）是一個西里爾字母。
這個字母被使用於尼夫赫語，所代表的音值為清齒齦顫音 /r̥/。